# アルタンゲレル・ペルレ
アルタンゲレル・ペルレ（Altangerel Perle, 1945年 - )は、モンゴル国の古生物学者である。モンゴル国立大学の教員。
後期白亜紀に現在のモンゴルに生息した堅頭竜類恐竜のゴヨケファレ(Goyocephale lattimorei)、獣脚類恐竜のアキロバトル(Achillobator giganticus)、エルリコサウルス(Erlikosaurus andrewsi)のような恐竜の種を記載した。 
ポーランドの古生物学者ハルツカ・オスモルスカは、彼にちなんで種をHulsanpes perleiと名付け敬意を表した。